# Зоскалес
Зоскалес (др.-греч. Ζωσκάλης) или Хакала (Хакали, Хакале) (геэз ሃካላ) — первый царь Аксумского царства.

## Биография
Зоскалес является греческим вариантом имени За Хакала (Хакали, Хакале) геэз ሃካላ, что свидетельствует о абейском происхождении царя.
Сведения об Зоскалесе относятся к I веку н. э. Он упоминается в «Перипле Эритрейского моря», где говорится, что правителем Аксума в то время был Зоскал, который, помимо управления государством, также контролировал земли у Красного моря: Адулис (близ Массауа) и земли через высокогорья современной Эритреи. Упоминается также, что он был знаком с древнегреческой литературой.
Изначально Зоскалес был правителем города Аксум. Его предшественником был вождь За Залес (За Малис). В 76 году объединил под своим управлением области вокруг города и установил контроль над Адулисом. После чего он ещё правил своим государством 13 лет, во время которых заложил основы для создания Нового Аксумского царства. Умер около 100 года, ему наследовал За Дембале (Зе Демэ).

## Сноски
1. ↑  Зоскалес является греческим вариантом написания имени За Хакала (Хакали, Хакале).